# 4923 Clarke
4923 Clarke è un asteroide della fascia principale. Scoperto nel 1981, presenta un'orbita caratterizzata da un semiasse maggiore pari a 2,1447472 UA e da un'eccentricità di 0,2019286, inclinata di 6,66875° rispetto all'eclittica.
Il nome è un tributo al grande scrittore di fantascienza Arthur C. Clarke (1917-2008).